# وینی (تگزاس)
وینی، تگزاس(به انگلیسی: Winnie, Texas) شهری در ایالت تگزاس از ایالات جنوبی ایالات متحده آمریکا است. در سرشماری سال ۲۰۰۰، جمعیت این شهر ۲۹۱۴ نفر اعلام شد.